# Xanthoparmelia orchardii
Xanthoparmelia orchardii är en lavart som beskrevs av Elix. Xanthoparmelia orchardii ingår i släktet Xanthoparmelia och familjen Parmeliaceae.   Inga underarter finns listade i Catalogue of Life.